# Stefan Stirnemann
Stefan Stirnemann (* 1960 in Aarau) ist ein Schweizer Gymnasiallehrer, Altphilologe, Übersetzer, Schreiber, Journalist und Kritiker der Rechtschreibreform von 1996.
Stirnemann studierte in Basel reformierte Theologie und Altphilologie, erwarb sein Lizentiat und schloss mit einer Lizentiatsarbeit in Germanistik ab (Die altsprachliche Grammatik und der Frankfurtische Gelehrtenverein für deutsche Sprache). Danach war er 1991 bis 1993 als Stipendiat des Schweizerischen Nationalfonds beim Projekt des Thesaurus Linguae Latinae in München tätig und Gymnasiallehrer unter anderem am Gymnasium Friedberg in Gossau SG.
Momentan arbeitet er an der Bündner Kantonsschule in Chur als Latein- und Altgriechischlehrer.
Stirnemann ist Gründungsmitglied der Schweizer Orthographischen Konferenz und anderer Gesellschaften, die die Rechtschreibreform kritisieren (Rat für Deutsche Rechtschreibung e. V., Forschungsgruppe Deutsche Sprache). Er gab 2004 eine Festschrift für den Dichter Reiner Kunze heraus, mit Beiträgen gegen die Rechtschreibreform.
Aufmerksamkeit fand er auch dadurch, dass er die bekannte Stilfibel von Ludwig Reiners als Plagiat der Stilfibel des jüdischen Autors Eduard Engel kritisierte. Er veröffentlichte 2016/17 Neuausgaben der Stilfibel von Engel, die seit 1931 nicht mehr neu aufgelegt worden war. Er warf Reiners nationalsozialistische Gesinnung vor und verglich die Plagiierung mit dem Einzug in eine arisierte Wohnung. Nachdem ihm der Sohn von Reiners juristische Konsequenzen angedroht hatte, erneuerte er die Vorwürfe im März 2019 in der Online-Zeitschrift Kritische Ausgabe in einem offenen Brief an Andreas Reiners.
Er arbeitet am Projekt der deutschen Übersetzung der Vulgata in der Sammlung Tusculum mit. Außerdem war er an der Neuausgabe des Goldenen Esels von Apuleius in Die Andere Bibliothek beteiligt (unter anderem schrieb er das Vorwort).
Er schrieb auch für das St. Galler Tagblatt und schreibt für den Schweizer Monat sowie die NZZ und die Weltwoche.